# Лукені Луа Німі
Лукені Луа Німі (кон. Ntinu Nimi a Lukeni; бл. 1375/1380–1420) — 1-й правитель держави Конго.

## Життєпис
Син вождя одного з племен конго Німі а Нгіми, правителя вождества Буїгу на правому березі річки Конго. Його матір'ю була донька Мвене Мбата, вождя іншого племені конго. Народився між 1375 та 1380 роками. Десь на початку 1390 року став вождем свого племені, яке займало долину річки Квілу.
Вважається, що десь до середини 1390-х років переміг Мвене Мпангалу, правителя держави Мвене Кабунга (поєднувало 5 вождіств), підкоривши її. Невдовзі зверхність Лукені визнало вождество Ндонго, а потім вождества конго Каконго, Лоанго, Нгойо. Лукені заснував столицю Мбанза-Конго та став засновником держави Конго, прийнявши титул маніконго. 
Також за його ім'ям династія отримала назву Кілукені. Помер близько 1420 року. Йому спадкував стриєчний брат Нанґа.